# La Spezia Centrale
La Spezia Centrale (wł: Stazione di La Spezia Centrale) – stacja kolejowa w La Spezia, w regionie Liguria, we Włoszech. Znajdują się tu 4 perony.